# SN 2007nq
SN 2007nq – supernowa typu Ia odkryta 21 października 2007 roku w galaktyce UGC 595. W momencie odkrycia miała maksymalną jasność 17,60m.